# Родионов, Анатолий Сергеевич
Анато́лий Серге́евич Родио́нов (10 мая 1925, Павловский Посад, СССР — 6 сентября 2005) — советский футболист, защитник. Мастер спорта СССР. Выступал за московские команды МВО, ЦДСА, «Динамо», а также за кировское «Динамо». Мастер спорта СССР (1954).

## Биография
Родился 10 мая 1925 года в Павловском Посаде.
Участник Великой Отечественной войны, на фронте с 1943 года. Награжден орденами Славы III степени (14.05.1945), Отечественной войны II степени, медалями «За боевые заслуги» (20.02.1945; 21.08.1953), «За взятие Берлина» (09.06.1945), «За победу над Германией в Великой Отечественной войне 1941—1945 гг.» (09.05.1945).

### Клубная карьера
После войны играл за клуб МВО во второй группе.
В 1950 году перешёл в ЦДКА. Дебютировал в чемпионате СССР 5 сентября в матче против киевского «Динамо». Всего за ЦДСА он сыграл 2 матча.
Сезон 1953 года начал в МВО, но в мае клуб расформировали и он с партнёрами по команде перешёл в «Динамо». В составе «бело-голубых» Родионов стал трёхкратным чемпионом СССР и обладателем Кубка СССР. По итогам чемпионата 1955 года он был включён в список 33 лучших футболистов сезона под № 2. Всего за динамовский клуб Анатолий сыграл 79 матчей в чемпионате и Кубке. Также провёл 31 международный неофициальный матч.
В 1958 году вместе с Владимиром Ильиным перешёл в кировское «Динамо». Два года играл в классе «Б», после чего завершил карьеру.

### Тренерская карьера
После окончания карьеры работал тренером. Работал в 1962—1963 гг. в футбольной школе ЦСКА.
Возглавлял динамовские коллективы Ставрополя и Барнаула, а также был начальником команды в московском «Динамо».

## Достижения

### Командные
«Динамо»:
- Чемпион СССР (3): 1954, 1955, 1957
- Обладатель Кубка СССР: 1953

### Личные
- В списке 33 лучших футболистов сезона в СССР: № 2 (1955)